# Taszły-Szaripowo
Taszły-Szaripowo (ros. Ташлы-Шарипово, baszk. Ташлы-Шәрип) – wieś (ros. село, trb. sieło) w Baszkirii w rejonie dawlekanowskim. 1 stycznia 2009 roku wieś zamieszkiwały 363 osoby, z których 86% stanowią Tatarzy.